# Bryum redboonii
Bryum redboonii là một loài rêu trong họ Bryaceae. Loài này được A. Donat mô tả khoa học đầu tiên năm 1936.